# Кактус Джек (фильм)
«Кактус Джек» (англ. The Villain, Злодей) — комедийный вестерн 1979 года. Один из первых фильмов с участием Арнольда Шварценеггера.

## Сюжет
Обворожительная девушка из маленького городка Чаминг Джонс отправляется в соседний город забрать из банка крупную сумму денег. Сопровождать её должен благородный ковбой Красавчик Стренджер, а записной негодяй Джек Кактус собирается эти деньги украсть — по поручению нечистого на руку директора банка. Банкир понятия не имеет, что грабитель Кактус — патологический неудачник, которому не удалось ещё ни одно «дело»…

## В ролях
- Кирк Дуглас — Кактус Джек
- Энн-Маргрет — Чаминг Джонс
- Арнольд Шварценеггер — Красавчик Стренджер
- Пол Линд — нервный Лось
- Строзер Мартин — Джонс
- Джек Элам — Эйвери Симпсон
- Мел Тиллис — телеграфный агент
- Рут Бацци — девица в беде
- Фостер Брукс — банковский клерк
- Роберт Тессье — Затирающий палец